# Lorisinae
Los lorinos (Lorisinae, aunque también Lorinae), conocidos vulgarmente como loris, son una subfamilia de primates estrepsirrinos naturales de África y Asia que incluye los géneros Loris, Nycticebus y Xanthonycticebus.

## Géneros y especies
- Género Loris (É. Geoffroy, 1796).
  - Loris lydekkerianus (Cabrera, 1908).
  - Loris tardigradus (Linnaeus, 1758).
- Género Nycticebus (É. Geoffroy, 1812).
  - Nycticebus bancanus (Lyon, 1906).
  - Nycticebus bengalensis (Lacépède, 1800).
  - Nycticebus borneaus (Lyon, 1906).
  - Nycticebus coucang (Boddaert, 1785).
  - Nycticebus javanicus (É. Geoffroy, 1812).
  - Nycticebus kayan (Munds, Nekaris & Ford, 2012).
  - Nycticebus menagensis (Lydekker, 1893).
- Género Xanthonycticebus (Bonhote, 1907).[1]
  - Xanthonycticebus pygmaeus (Bonhote, 1907).